# Tunong Peudaya
Tunong Peudaya is een bestuurslaag in het regentschap Pidie van de provincie Atjeh, Indonesië. Tunong Peudaya telt 375 inwoners (volkstelling 2010).